# إيمرسون بيركهارت
إيمرسون بيركهارت (بالإنجليزية: Emerson Burkhart)‏ هو فنان أمريكي، ولد في 1905، وتوفي في 1969.